# 卓蘭鎮

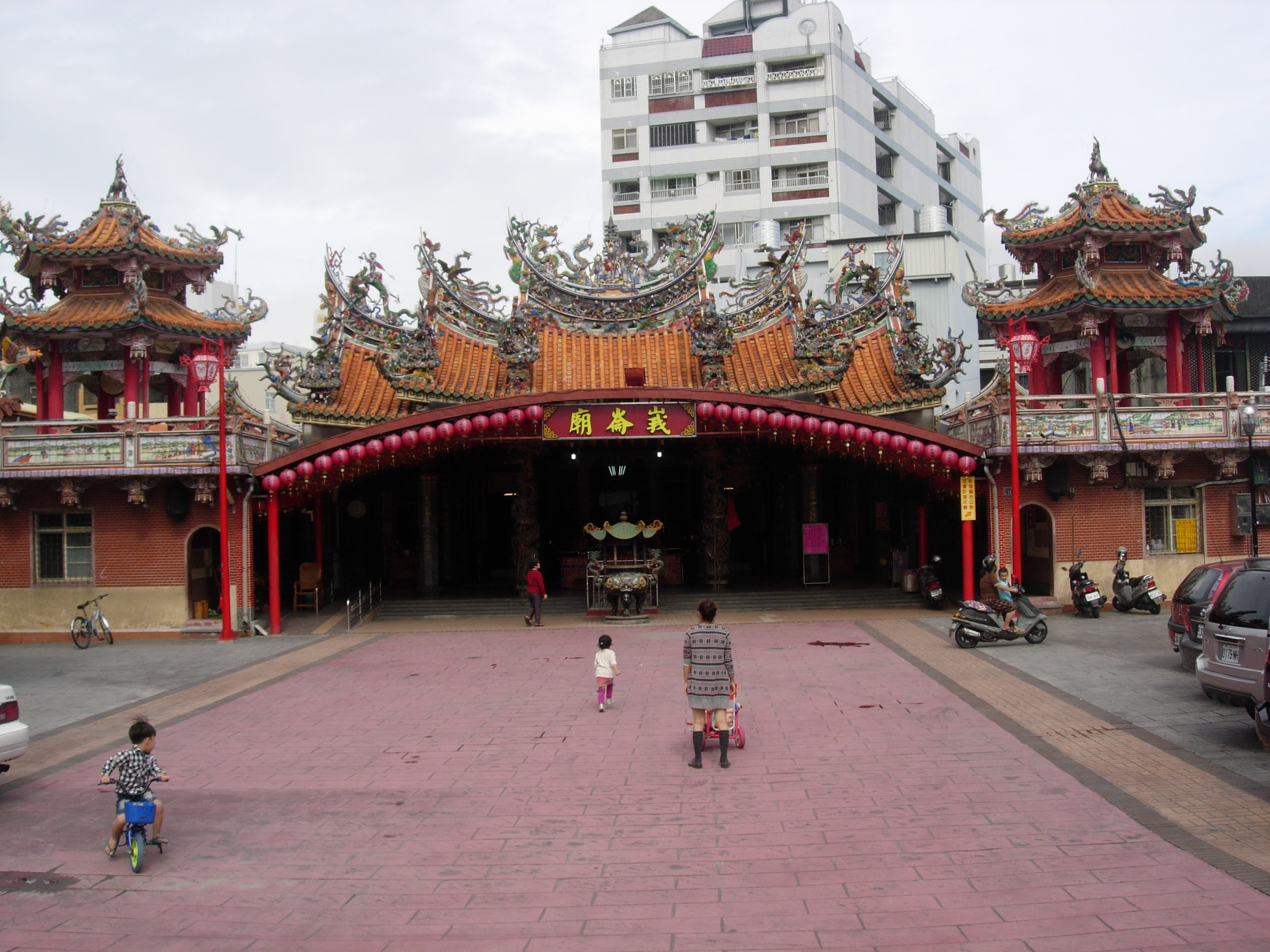
峩崙廟創建於1823年，主神為三山國王，是當地居民的信仰中心

卓蘭鎮，舊稱「搭連」，前身「卓蘭鄉」，位於臺灣苗栗縣最南端。西以關刀山稜線與三義鄉相接，北以景山溪、拖沙尾山稜線與大湖鄉相鄰，東以馬拉邦山脈與泰安鄉相連，南以大安溪與臺中市東勢區、和平區相隔。族群分布上，鎮內主要多為客家人，閩南人次之，其他尚有原住民、外省人與新住民等，其中客家人使用的客家話腔調有四縣、饒平、大埔與海陸等4種腔調:783。居民結構由「多重認定」準則抽樣調查，推估客閩比例約為79:30。全境耕地面積廣大且多為旱田，農特產有葡萄、楊桃、高階梨、柑橘，是苗栗縣的水果生產重鎮，有「水果王國」之美譽。
由於地形上的阻隔，使其交通多與大安溪南岸的臺中地區往來較為密切。而在早期移民入墾時，多由來自中彰地區的居民移居。政事方面，曾為清領時期彰化縣、臺灣縣，日治時期葫蘆墩辦務署、東勢角辦務署的轄區。在大眾運輸發展上，早期曾有與位於今日后里區的泰安舊站來往的糖廠輕便軌道，現今的公車客運主要多為來往東勢、豐原等地的豐原客運車次。郵電方面，1980年代之前當地郵遞區號也與臺中地區使用4開頭序列，但電話冠碼至今仍使用臺中區的04，且電話號碼為8碼。在1980年代中部區域計畫中，卓蘭鎮的區域機能被劃入豐原地方生活圈，中高級商品消費對象多為豐原、東勢等地，皆可佐證卓蘭與臺中地區生活圈的密切關係。

## 歷史

### 地名由來
罩蘭名稱是漢人對原住民語的音譯，罩以台語發音為tà。罩蘭「Tarien」意為美麗的原野，在乾隆51年繪製的岸番把守圖 （页面存档备份，存于），大安溪出山口後北岸平原(今三義鯉魚潭附近)標註「罩蘭埔」地名；再配合早些年(乾隆25年與乾隆49年)所劃定的台灣生番界圖 （页面存档备份，存于），罩蘭屬生番界內泰雅族領域。天理大學出版的"台湾平埔族、生活文化の記憶"書中，乾隆34年一張圖罩蘭區域已出現"老罩蘭庄"、"上新庄"、"下新庄"、"溪州庄"等漢人聚落; 代表漢人已入墾罩蘭。
林爽文事件後實施番屯制；乾隆55年(1790)巴宰族取得罩蘭地區作為屯丁贍養埔地，漢人持續開墾罩蘭。然而漢人與泰雅族的關係緊繃，直至光緒10年(1884)仍爆發泰雅族與清廷官兵的衝突惡戰。
罩蘭名稱出現不同的版本--1836年（道光16年）彰化縣志稱為「罩蘭」；1860年代（同治年間）初期的臺灣府輿圖纂要稱為「打難」；1904年(明治37年)繪製的臺灣堡圖 （页面存档备份，存于）稱為「罩蘭」。1920年行政區域改正時，將「罩蘭」改名為「卓蘭」，傳說係當時的當地居民認為「罩」字中的「卓」冠以「罒」，有阻礙地方發展之意，故棄去上方的「罒」改為「卓」字:51。
罩蘭庄成庄約在清嘉慶至道光年間，上新庄、內灣庄成庄於道光年間，坪林、景山、西坪則至光緒年間成庄。

### 沿革
明鄭時期，1661年，屬天興縣。1664年，改天興州。清領時期，1684年，屬諸羅縣。1727年，屬淡水廳。1878年，屬新竹縣。
1895年日本治臺後，臺灣分三縣一廳，即臺北縣、臺灣縣、臺南縣與澎湖廳，並將中港溪支流南港溪以南的土地劃入臺灣縣:52，卓蘭屬臺灣縣苗栗出張所拺東上堡:7:109。嗣後，臺灣、臺南二縣改為民政支部。1896年，臺灣民政支部改為臺中縣。1897年6月，改為六縣三廳:52，屬臺中縣葫蘆墩辦務署拺東上堡:109。1898年7月，改為三縣三廳:52，屬臺中縣臺中辦務署東勢角支署拺東上堡罩蘭區。1899年10月，屬臺中縣苗栗辦務署大湖支署拺東上堡罩蘭區:109。1901年11月，廢縣及辦務署，全臺分二十廳:52，卓蘭屬苗栗廳大湖支廳拺東上堡罩蘭區:8:109。1909年，將苗栗廳分別裁撤併入新竹廳與臺中廳:52，屬新竹廳大湖支廳拺東上堡罩蘭區:109。1913年4月，張火爐受辛亥革命成功的影響與革命黨人員羅福星的感召，組織革命黨，並在苗栗三堡鐵砧山腳庄（今臺中市外埔區鐵山里）、拺東上堡罩蘭庄（今卓蘭鎮）與苗栗一堡大湖、南湖兩庄（今大湖鄉）等地募得47位黨員，聯絡山地原住民，待時機於大湖、大甲兩地起義推翻日本統治，唯隨著事蹟洩露而使參與者先後被捕入獄，史稱「大湖事件」:111。1920年7月，日本在臺實施州、郡、街庄制，原先作為地理單位的街庄和土名，則分別改稱大字和小字:132。10月1日，設卓蘭，屬新竹州大湖郡:109、132。卓蘭庄分為卓蘭、大坪林等2個大字。
二戰後，至1945年11月起，卓蘭庄改為卓蘭鄉，屬新竹縣大湖區，並將原卓蘭庄下分的7保與大坪林庄下分的2保，分別改為9個村與2個村，分為老庄村、新榮村、中街村、新厝村、豐田村、韶華村、西坪村、上新村、內灣村、坪林村、草寮村等11個村:152。1950年10月25日，成立苗栗縣，縣治設於苗栗鎮（今苗栗市），卓蘭鄉屬苗栗縣:19:155。12月20日，韶華村改名苗豐村:19。1956年1月16日，卓蘭鄉改制為鎮「卓蘭鎮」:152，轄下各村改制為里。11月16日，草寮里改名景山里:21。
此外，1950年代期間，地方人士考量地形、交通、歷史發展、消費習慣、郵電、農政等因素，曾發請願建議將卓蘭鎮劃歸臺中縣，但最後未能如願:158。

## 地理

### 地形
卓蘭鎮位於苗栗縣東南方邊陲，大安溪中游谷地北岸，四周群山環繞。東以馬那邦山脈南方延伸山嶺線與泰安鄉為界，南以大安溪與臺中市東勢區相望，西以關刀山山脈與三義鄉相鄰，北以景山溪、南湖溪與大湖鄉相接。全鎮面積約為76.3153平方公里，約佔苗栗縣總面積的4.18%。整體地勢由東北向西南傾斜，最高點位於東北角的馬拉邦山（標高1,407公尺），最低點位於該鎮與三義鄉、東勢區的交界點，即豐田里上矮山鄰近大安溪溪床一帶（標高256公尺）:195。全境地形略由山地、丘陵臺地和沖積平原所組成，以老庄溪為界可將全境分為卓蘭山地與卓蘭埔地等兩大空間單元，前者包括馬拉邦山脈、大湖等斜丘陵、壢西坪與大坪頂等高位河階，後者則包括區內數個大小不等的低位河階與大安溪河床地:202－203。

### 地質
卓蘭鎮是車籠埔斷層破裂帶最北端，精確位置有一說是內灣，另一說是象山。921地震發生時，造成地表隆起0.5至6公尺之高，並且使老庄溪與大安溪的河床產生地壘、堰塞湖。

### 水文

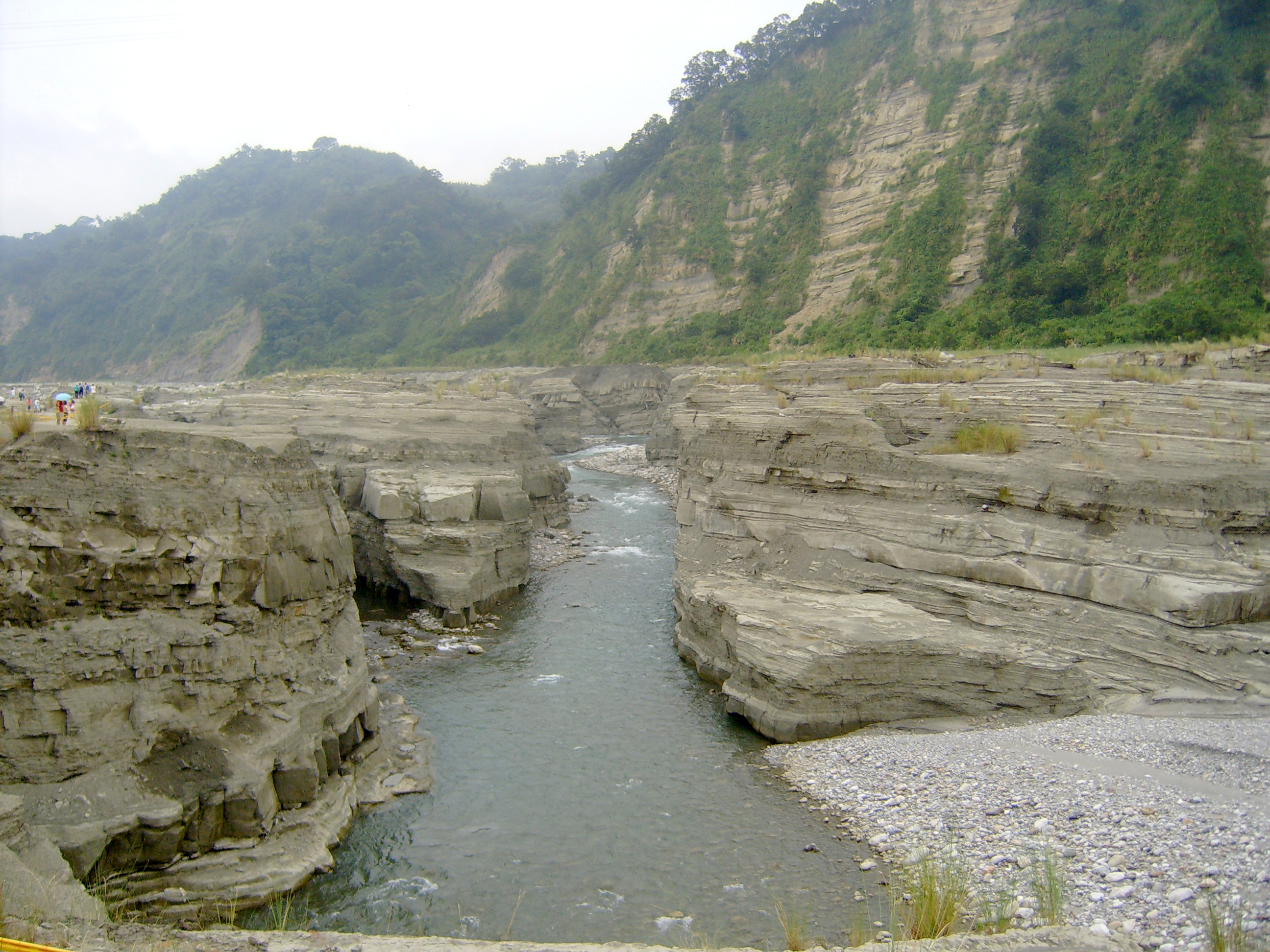
大安溪大峽谷

卓蘭鎮主要河川有南側的老庄溪、北邊的景山溪，均發源於鎮內東邊山嶺線，向西南方流入並匯入數條支流，最後匯入大安溪:208。
大安溪位於卓蘭鎮南端，是卓蘭鎮與臺中市的天然界河，發源於雪霸國家公園西南部分，主流長約96公里，流域面積約有758平方公里，年平均流量為每立方公尺1,545.59秒，有馬達拉溪、北坑溪、老庄溪、景山溪、雪山溪、大雪溪、南坑溪、麻必浩溪、雪山坑溪、烏石坑溪等10條支流。其中、上游流域位居山坡地，自發源地分水嶺至雙崎流段，因坡陡流急岩石外露而形成狹深溪谷。由雙崎、白布帆以下河道流出谷嶺後，河岸較為寬敞而使上游輸下的砂石淤積於此，冬季時水源枯竭，河床暴露，夏秋兩季颱風洪水大量宣洩，為洪患最嚴重的地帶。流經內灣、卓蘭等地後，依序尚有老庄溪與景山溪匯入，向西流經火炎山南側，最後流入苑裡鎮與臺中市大甲區之間的平原地帶:209。
老庄溪是大安溪中游北岸支流之一，發源於大克山西南麓，主流長約16.28公里，集水區面積約有24.14平方公里，平均坡度約為5.90%，有紅斗仔坑、象山坑、梨園寮坑、工寮坑、七股坑、大草排坑等上游支流:209－210。上游主流稱為「食水坑溪」，向下流經上新里食水坑後至老庄里一帶，始稱「老庄溪」:211。河川流經東昌橋後，向西流經食水坑聚落約2公里後出谷，穿越卓蘭鎮都市計畫範圍，之後續向西行並匯入橫山坑、橫坑、打鐵坑、壢西坑、內灣圳、後寮圳、橫圳、陰溝圳、卓蘭圳、埔尾橫圳等支流，最後於苗豐里附近匯入大安溪:210。溪流上游經歷九二一大地震後，地盤隆起造成渠底坡降變小，流速變緩而產生淤積，導致通水斷面變小而影響排水功能；中游位居丘陵地，沿岸土地受到水流切割的影響，形成高程差較大的河槽，水路蜿蜒曲折，形成凹岸沖刷且凸案淤積的現象；下游則因歷經數次整治，沿岸景觀大致改善，並設有人行步道與景觀涼亭提供遊憩:210－211。
景山溪舊稱「哆囉嘓溪」，又名「鯉魚溪」，位於卓蘭鎮北邊並與三義、大湖兩鄉為界，是大安溪下游支流之一，也是臺灣中部水資源利用的重要河流之一:211。景山溪發源於司令山（標高1,192公尺）西南坡及大克山（標高1,236公尺）之間，主流長約22.75公里，流域面積約有84平方公里，有蘇魯溪、爽文溪、大克溪、流壁下溪、坪林溪等5條上游支流:211－212。其與虎地坑支流屬鯉魚潭水庫淹沒區上游的南支流水系，主流方向為由南向西北，匯聚大克山、司令山稜線以西山麓及坪林兩側山區之水源:212。虎地坑支流位於長潭與下中心之間，即西坪、坪林兩里里界一帶，發源於小風坑、風坑北側山區，主流長約4.76公里，集水面積約有916公頃，整體溪床坡度較為平緩，有坑溝（或稱「馬鈴坑」）、七股坑、花草坑等支流，流向自上游起先後為「東－西」、「東南－西北」，最後匯入景山溪:213。

### 氣候
卓蘭鎮位於北回歸線以北，四周多山而使季節風不易進入，氣候屬副熱帶季風氣候，春夏多雨、秋冬乾燥。卓蘭鎮無設置氣候測量站，氣候資料一般沿用距離該鎮最近的測候站臺中氣象站，根據1961年至2000年氣候資料顯示，其年平均溫度約為攝氏23.1度，月均溫最高為7月的28.5度，最低為1月的16.1度:223。在降雨量方面，根據1980年至2005年水利署卓蘭雨量站的資料顯示，年平均雨量約為1,885.34毫米，雨量主要分布於5月至8月:224。受地形影響，年平均雨量分布由西向東遞增:228。

### 人口
根據苗栗縣政府民政處統計，2024年底卓蘭鎮戶數約5.8千戶，人口約1.5萬人，是苗栗縣轄下五個鎮中人口最少者，鎮內人口最多與最少的里分別是上新里與中街里，2024年底兩里人口分別為2,134人與720人；人口密度最高與最低的里分別是新榮里與景山里，2024年底兩里人口密度分別為每平方公里3,420人與96人:241－261。與苗栗縣其他地區相同，卓蘭鎮面臨嚴重的人口老化與少子化問題。2024年底時，卓蘭鎮人口中0至14歲人口佔比7.79%，15至64歲人口佔比65.94%，65歲以上人口則佔比26.27%，老化指數約有337.16%。

### 族群及語言
卓蘭鎮客語戶數佔全鎮總戶數的76.75%；臺語戶數佔20.89%；其他語言佔2.36%。該鎮整體使用之客語以大埔客語為主，四縣客語居次，鎮中心的老庄則以饒平客語為主，且各腔調客語在語言接觸之下，往往互相借用部分語言特色，形成卓蘭讀有的混合腔調。卓蘭各里語言分布如下，並以使用人口多寡排序：
- 上新里：大埔客語、四縣客語、饒平客語、台語、海陸客語
- 中街里：大埔客語、饒平客語、台語
- 內灣里：大埔客語、四縣客語、台語
- 坪林里：四縣客語
- 新厝里：大埔客語、饒平客語、台語
- 新榮里：大埔客語
- 景山里：四縣客語
- 老：饒平客語、大埔客語、四縣客語
- 苗豐里：大埔客語、台語
- 西坪里：四縣客語、台語
- 豐田里：台語

卓蘭各村的台語基本近似台中市區、豐原之漳腔口音。

## 政治

### 歷任首長
| 屆次 | 姓名   | 黨籍       | 任職期間                       | 備註                   |
| 1    | 詹昭永 |            | 1956年1月16日－1956年4月21日   | 末任鄉長改聘，任內逝世 |
| 1    | 詹昭興 |            | 1956年4月22日－1956年4月30日   | 代理，原鎮公所秘書     |
| 1    | 余壽章 |            | 1956年5月1日－1956年7月1日     |                        |
| 1    | 詹益煌 |            | 1956年7月2日－1956年10月31日   | 補選                   |
| 2    | 詹益煌 |            | 1956年11月1日－1960年1月3日    |                        |
| 3    | 徐湧和 |            | 1960年1月4日－1964年2月29日    |                        |
| 4    | 徐湧和 |            | 1964年3月1日－1968年2月29日    |                        |
| 5    | 張天德 |            | 1968年3月1日－1973年2月29日    |                        |
| 6    | 詹和壎 |            | 1973年3月1日－1977年12月19日   |                        |
| 7    | 詹和壎 |            | 1977年12月20日－1982年2月28日  |                        |
| 8    | 詹永和 |            | 1982年3月1日－1986年2月28日    |                        |
| 9    | 陸慶助 |            | 1986年3月1日－1990年2月28日    |                        |
| 10   | 陸慶助 |            | 1990年3月1日－1994年2月28日    |                        |
| 11   | 張明豐 |            | 1994年3月1日－1998年2月28日    |                        |
| 12   | 張明豐 | 中國國民黨 | 1998年3月1日－2002年2月28日    |                        |
| 13   | 胡明星 | 無黨籍     | 2002年3月1日－2006年2月28日    |                        |
| 14   | 胡明星 | 無黨籍     | 2006年3月1日－2009年1月14日    | 因賄選案而解職         |
| 14   | 甘必通 |            | 2009年1月15日－2010年1月18日   | 代理                   |
| 14   | 徐炳南 |            | 2010年1月18日－2010年2月28日   | 代理                   |
| 15   | 詹明光 | 中國國民黨 | 2010年3月1日－2014年12月24日   |                        |
| 16   | 詹坤金 | 中國國民黨 | 2014年12月25日－2018年12月24日 |                        |
| 17   | 詹錦章 | 無黨籍     | 2018年12月25日－2022年12月24日 |                        |
| 18   | 詹錦章 | 無黨籍     | 2022年12月25日－               | 現任                   |

### 鎮政組織

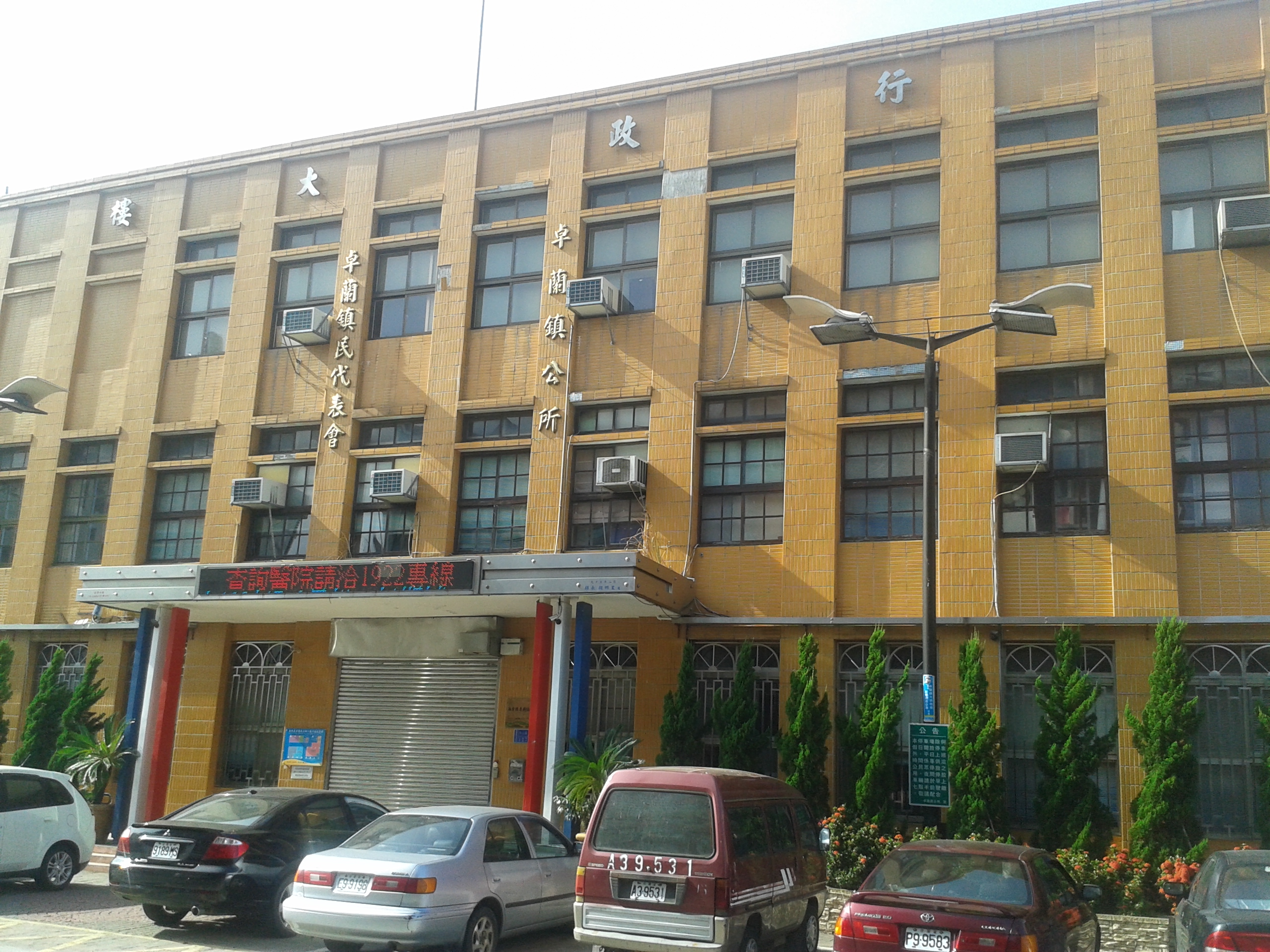
卓蘭鎮行政大樓

卓蘭鎮公所是卓蘭鎮最高層級的地方行政機關，在中華民國政府架構中為鎮自治的行政機關，同時負責執行縣政府及中央機關委辦事項，卓蘭鎮的自治監督機關為苗栗縣政府。鎮長由全體鎮民直接選舉產生，任期為四年，可連選連任一次。卓蘭鎮公所並置鎮政會議，為鎮政最高決策機構，在鎮長之下，設有5課3室等8個內部單位及5個附屬機關。
卓蘭鎮民代表會是卓蘭鎮的最高民意機關，代表卓蘭鎮全體鎮民立法和監察鎮政。鎮民代表由公民直選選出，任期為四年，可連選連任。卓蘭鎮民代表會共有11位鎮民代表，分別為第一選區4席鎮民代表、第二選區2席鎮民代表、第三選區3席鎮民代表、第四選區2席鎮民代表，主席、副主席由11位鎮民代表互選產生。

### 行政區
現今卓蘭鎮行政範圍的確立，來自於1920年，日本將臺灣十二廳改為五州二廳，設卓蘭庄屬新竹州大湖郡:347。卓蘭庄轄卓蘭、大坪林等2個大字。1946年1月11日，改為「卓蘭鄉」，屬新竹縣大湖區。1950年10月25日，調整行政區域，卓蘭鄉改隸新成立的苗栗縣。1956年1月16日，改為「卓蘭鎮」:348。

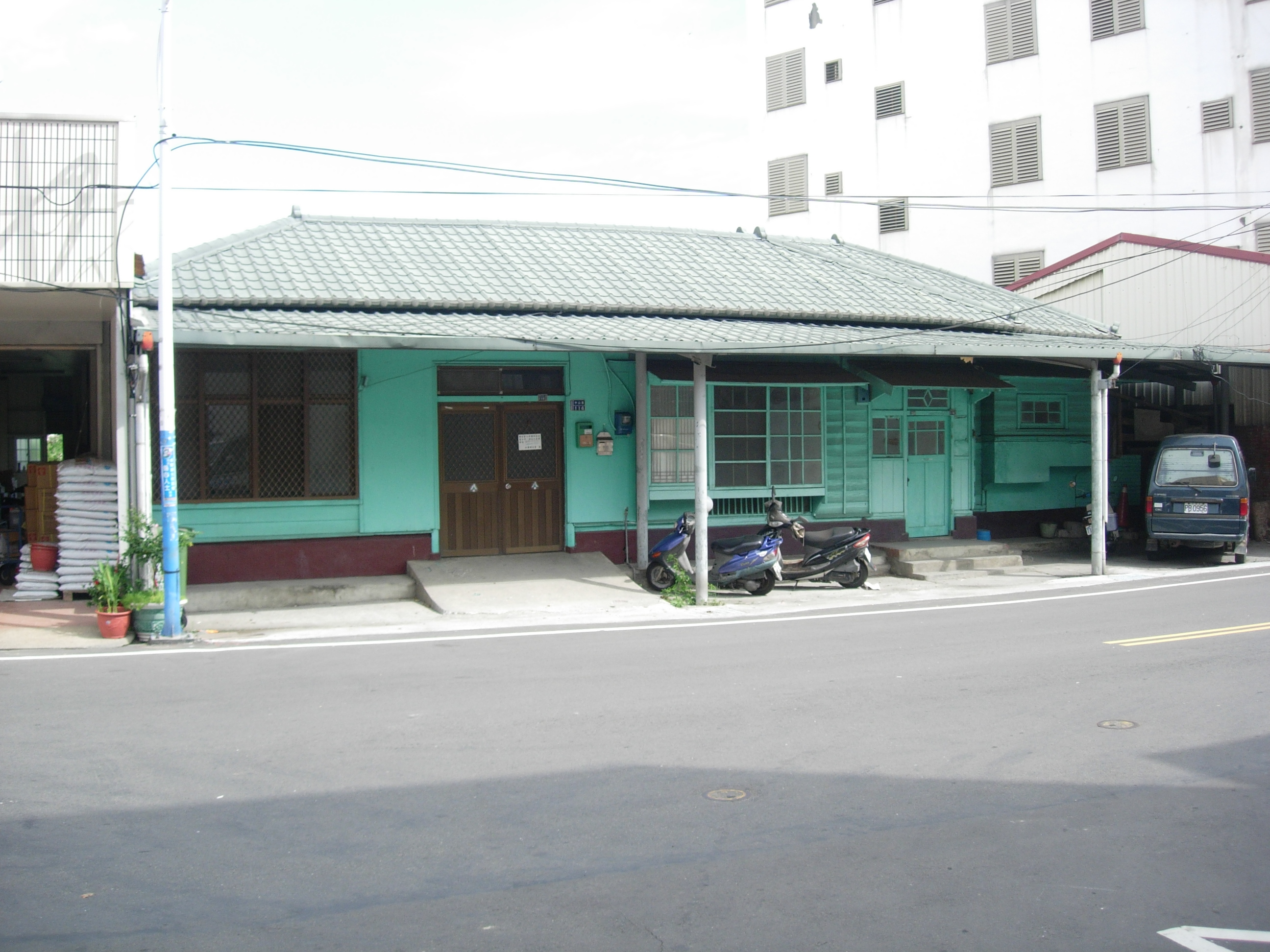
卓蘭鎮公所旁建築

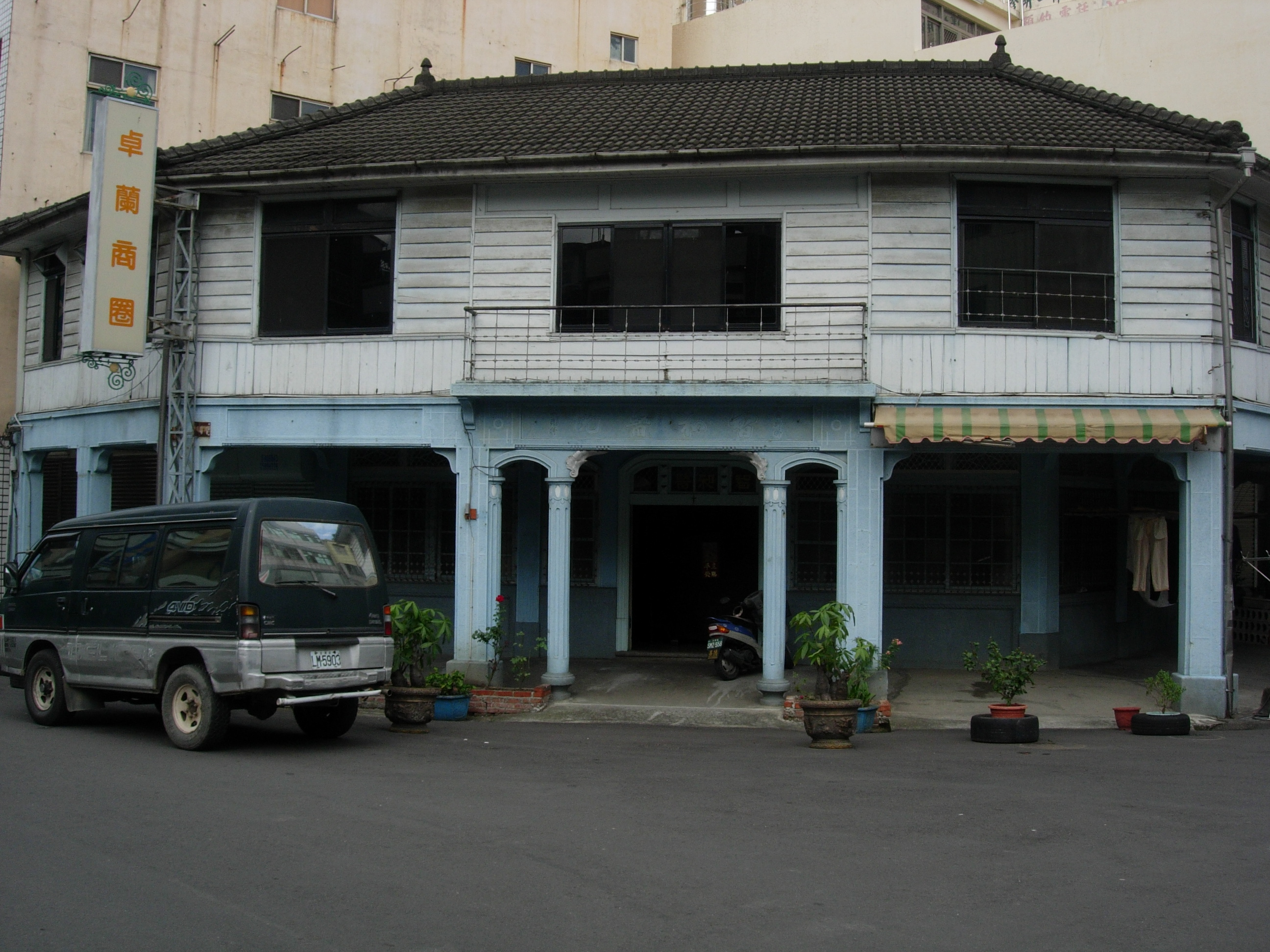
中山路上特色建築

卓蘭鎮共轄11個里，其行政區域分布情形為：
| 卓蘭鎮行政區劃                                       |
| 景 山 坪 林 西 坪 苗豐 豐田 新 厝 老 上 新 內 灣 a c |

各里簡介
- 老里、新榮里、新厝里、中街里：此四里是市區中心，可由里名追溯發展歷史
  - 老里是最早開發的地區，新榮里相對於老庄里則較晚，中街里身處卓蘭商業地帶，新厝里是這區最新發展的地方。
- 內灣里、上新里：兩里位於大安溪北岸。上新原稱上新庄，內灣得名於此地多處弧形沖積平原。
- 苗豐里、豐田：上埔尾豐田，下埔尾苗豐，通稱埔尾
- 坪林里、景山里：位於東部山區。坪林原稱大坪林，景山原稱草寮
- 西坪里：壢西坪是指坑谷西方高且平坦的台地，日治時期為機場。[33][20][34]

## 經濟

### 農業
卓蘭鎮地勢由東北向西南傾斜，地形大致可分為山地、丘陵臺地及沖積平原等3個部分，農業用地約有4,387公頃，有大安溪、老庄溪與景山溪等溪流提供農業灌溉水源，土壤多為壤土與砂質壤土，大部分呈強酸至弱酸性，有機質成分含量極低。平原區為大安溪挾帶泥沙堆積而成，係砂質土壤肥沃的沖積平原，排水功能佳，利於農耕。年平均雨量介於2,100至2,500毫米之間，夏長冬短，為其氣候特色:493。糧食作物以稻米、小麥及雜糧為主，雜糧作物以甘藷、落花生為大宗，特用作物以茶葉、樹薯、香茅的栽植面積與產量較多，其他作物則為零星栽培:499。

### 工業
卓蘭鎮在日治時期，除了在農產加工方面例如菓子類加工、蜜餞及罐詰、藺蓆、竹籐編、碾米業、製茶、醬油、製糖、榨油、製材及磚瓦工業稍有發展之外，其他比如鐵工鍛冶及鑄物業等工業部分均未具規模。早期卓蘭鎮的工業主要為民生輕工業，1950年代後已有多家民營工廠的登記，有窯業、化學工業、製材及木製品、食料品工業等產業，並以食品工業為主:551、564。其後雖有其他工廠設立，但多為小規模製造業:564。2010年，卓蘭鎮的現有工廠登記家數為7家，分別有4家非金屬礦物製品製造業及3家金屬製品製造業:564－565。

### 商業

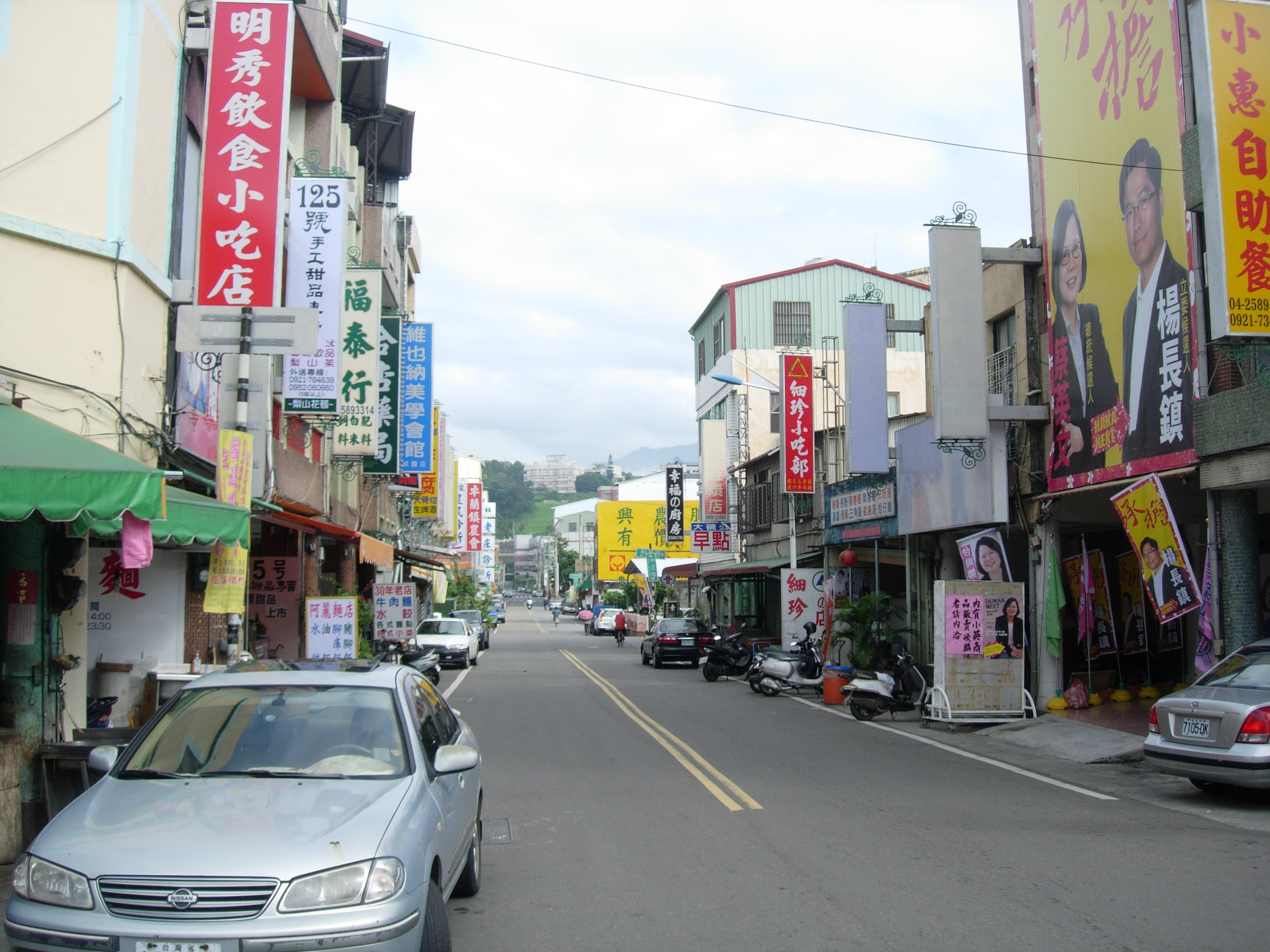
中正路商街一景。遠處山上建築為卓蘭高中校舍

卓蘭鎮的商業主要的行業別以批發、零售及餐飲業為最多，其次是文化、運動、休閒及其他服務業、營造及工程業、製造業等:567。日治時期是以生活日用食品業為主，吳服業、家具業及煉瓦業則佔少數:568。1919年開始有大安製糖株式會社、大安軌道株式會社、卓蘭興業株式會社及自動車運輸會社卓蘭出張所等株式會社的設立，促進卓蘭鎮商業的進步，尤以木材、農產加工品的販運助益最大:568－569。之後配合輕工業的發展，且在批發零售業、餐飲服務業、營造工程及製造業等有效帶動商業的發展，也促進了卓蘭鎮商業的進步:569，並因交通的開發，致使卓蘭鎮的各項商業建設陸續完成。
鎮內商圈以中山路、中正路為兩大主軸，兩路交會路口向外延伸。現今商圈以餐飲業及冷飲業為大宗，當地特色的小吃如鵝肉、三角圓等，每到用餐時段店面人潮絡繹不絕。
復興路、民族路、民生路週邊是當地的傳統市場，除有沿街道而設的攤販外，還包括了一處公有零售市場。

### 金融
卓蘭鎮金融業的發展始於日治時期，日治初期由於言語及風俗習慣不同，且海陸運輸不便，日本政府遂先設立臺灣銀行，賦予紙幣發行權，辦理存放款及匯兌等業務，直接對臺灣人民開拓金融服務，其開設金融機關的程序分為中央銀行、普通銀行、儲蓄銀行、信用合作社、信託公司、當舖、合會等:570。期間卓蘭鎮共設立4所組合，分別是1923年有限責任卓蘭信用組合、1924年有限責任卓蘭物產購買販賣利用組合、1935年合併前兩者設立的保證責任卓蘭信用購買販賣利用組合、1932年內灣水利組合（今農業部農水署臺中管理處卓蘭工作站）:570－573。
戰後國民政府先後透過檢查、監理、接收，以接收日治時期各間銀行，改組後，數間銀行與金融機構陸續在苗栗縣設立分行。卓蘭鎮除郵局外，新竹區合會儲蓄公司苗栗分公司、合作金庫曾分別於1962年成立卓蘭標會處、1964年成立卓蘭通匯處，之後2家陸續停辦，其中新竹區合會儲蓄公司苗栗分公司卓蘭標會處曾在1973年改制為新竹中小企業銀行卓蘭分行，1997年改名新竹國際商業銀行卓蘭分行，2007年再度改名渣打國際商業銀行卓蘭分行，直到2009年8月營業移轉至大湖分行，原址現則尚有ATM設備繼續服務:573、574。目前卓蘭鎮擁有2家金融機構，分別為卓蘭鎮農會信用部與卓蘭郵局:574。

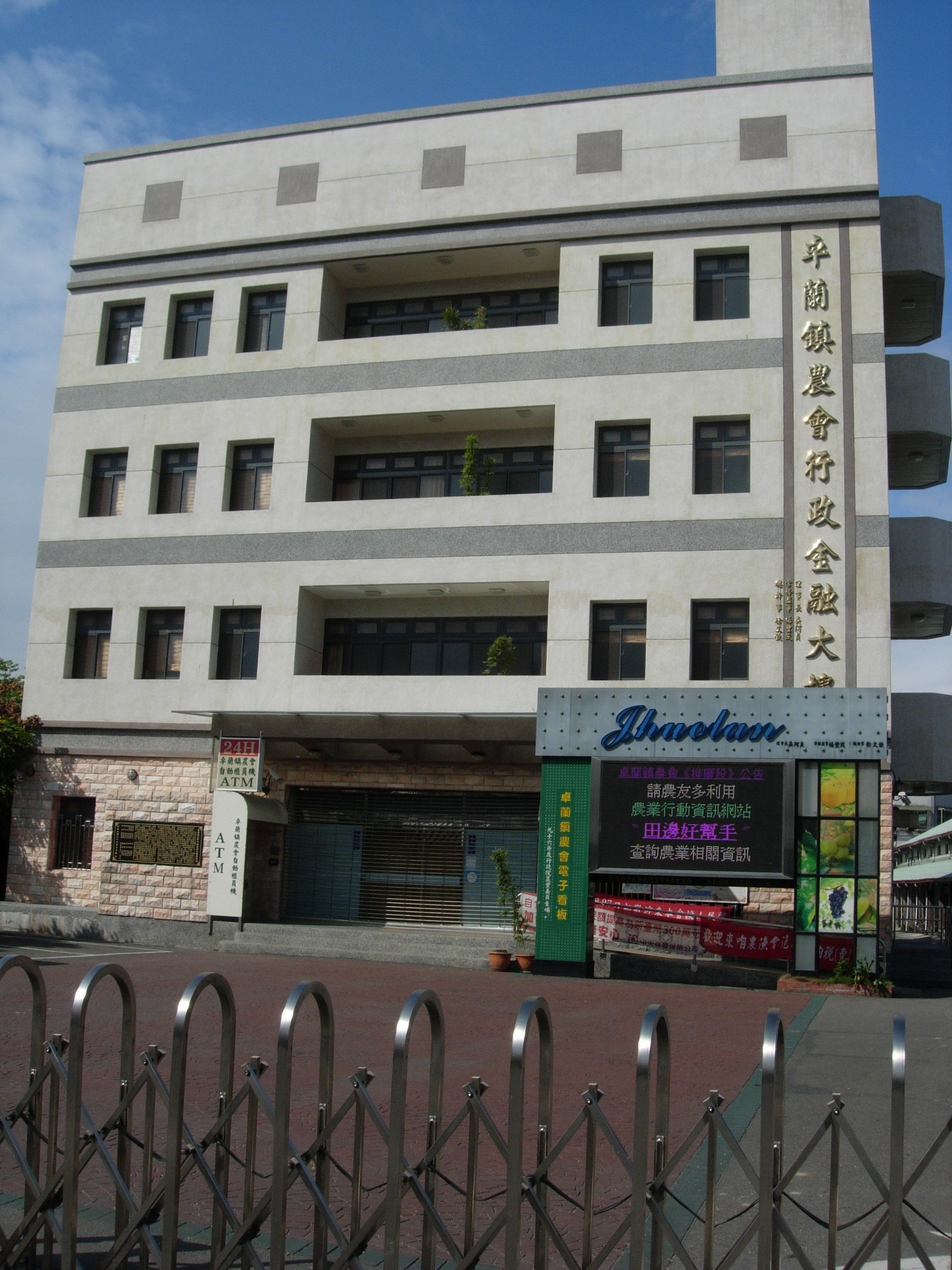
卓蘭鎮農會大樓

卓蘭鎮農會成立於1923年，名卓蘭信用組合:516、570，1924年11月3日，成立卓蘭物產購買販賣利用組合:570，1935年合併卓蘭信用組合與卓蘭物產購買販賣利用組合，改組為卓蘭信用購買販賣利用組合:516、570，期間經歷卓蘭鎮各階段改制變更，經歷過新竹縣大湖區卓蘭鄉農會、新竹縣大湖區卓蘭鄉合作社、苗栗縣卓蘭鄉農會:516，1956年1月16日，改名卓蘭鎮農會:517。其下有會務、會計、信用、供銷、推廣、保險、果菜市場、醫務、資訊等業務部門執掌:517－518。1978年，為加強農業推廣教育輔導，成立農民產銷班組織，分為農事研究班、家事改進班及四健會:518:624。之後配合產業結構調整，組織班級進行數次變更，現有果樹產銷班、花卉產銷班、蔬菜產銷班等:519:624。

## 文化
卓蘭鎮的民間信仰，主要融合了儒教、佛教、道教及通俗信仰，而成綜合性宗教信仰。除了主祀神，亦供奉許多從祀神，充分表現民間信仰多神宗教和偶像崇拜的特質:875。其寺廟有文昌帝君、關平太子、周倉將軍、三山國王、神農大帝、天上聖母、玉皇大帝、三官大帝、城隍爺、玄天上帝、保生大帝、西王金母、地母元君、九天玄女娘娘、註生娘娘、华佗、中壇元帥、太陽星君、太陰星君、南斗星君、北斗星君、濟公禪師、五府千歲、財神、齊天大聖、巧聖先師、荷葉先師、馬廂公、天真聖祖、法師公、虎爺、釋迦牟尼佛、阿彌陀佛、觀世音菩薩、大勢至菩薩、彌勒佛、文殊菩薩、普賢菩薩、地藏王菩薩、無極老母、劉少斌將軍與湘軍、石爺、大眾爺等43位供奉神祇:878－891。此外，卓蘭鎮尚有78座已改建之福德正神祠（截至2012年5月）:917－920。卓蘭鎮較具規模的佛教團體分為佛教慈濟功德會、位於坪林里雪廬山的雪心文教基金會、位於老庄里的卓蘭佈教所:876。卓蘭鎮的一貫道信仰多以家庭佛堂方式為聚會道場，分布於社區中:876。卓蘭鎮的彌勒大道信仰，在老庄里設有慧明佛堂1處:876－877、913。卓蘭鎮的天帝教信仰，在新厝里設有天蘭堂1處:877、913。卓蘭鎮的基督教信仰分為臺灣基督長老教會卓蘭教會、基督教卓蘭神召會、真耶穌教會卓蘭教會等3個教會:926－928。卓蘭天主教聖伯鐸堂為卓蘭鎮唯一的天主教教堂:928－929。鎮內的宗教民俗活動，於2007年苗栗縣政府文化局委託苗栗縣鄉土學會，進行的苗栗縣歲時節日與信仰習俗普查中被列入者有2項，包括峩崙廟於農曆2月25日舉行的峩崙廟三山國王祭、昭忠廟於農曆7月29日舉行的英靈祭:743。

## 教育

### 高級中等學校
- 國立卓蘭高級中等學校
- 苗栗縣私立全人實驗高級中學

### 國民小學
- 苗栗縣卓蘭鎮卓蘭國民小學（页面存档备份，存于）
- 苗栗縣卓蘭鎮坪林國民小學（页面存档备份，存于）
- 苗栗縣卓蘭鎮雙連國民小學 （页面存档备份，存于）
- 苗栗縣卓蘭鎮內灣國民小學 （页面存档备份，存于）
- 苗栗縣卓蘭鎮景山國民小學 （页面存档备份，存于）
- 苗栗縣卓蘭鎮豐田國民小學 （页面存档备份，存于）

## 交通

### 公車客運
臺中市市區公車行經卓蘭鎮的路線有208路、258路等2條路線，可提供鎮民搭乘前往豐原、石岡、東勢等地。公路客運行經卓蘭鎮的主要路線有5655路（大湖－八份－卓蘭）、5663路（大湖－景文－卓蘭）等2條路線，可提供鎮民搭乘與大湖鄉等鄰近鄉鎮轉運之用。

### 公路

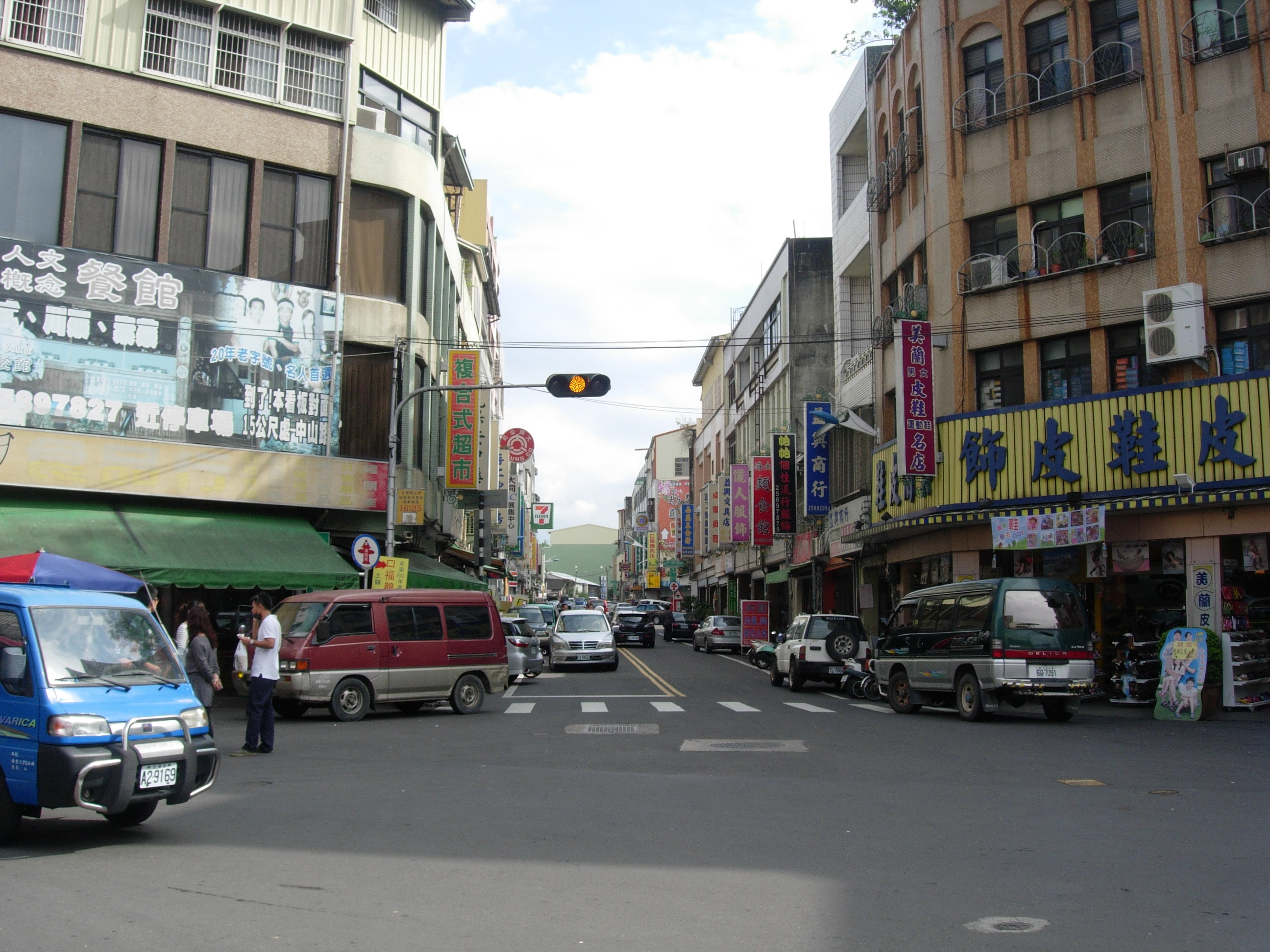
中山路商街一景

國道：卓蘭鎮並無國道經過，距離最近的國道為國道一號（中山高速公路）及國道四號（台中環線）。由北部南下可經由國道一號三義交流道接台13線尖豐公路至火炎山，再接140縣道苗栗南橫公路續接省道台3線至卓蘭鎮；由中南部北上可從國道一號（中山高速公路）與國道四號（台中環線）交會之台中系統交流道接國道四號（台中環線）往東，於豐原端接台3線至石岡區（長庚大橋、中44線鄉道石城街）、東勢區，經卓蘭大橋至卓蘭鎮。
省道：
- 台3線：景山橋（鯉魚潭水庫）－壢西坪－卓蘭市區－卓蘭大橋
  - 卓蘭大橋（原名：蘭勢大橋）：蘭勢大橋已使用40年，是苗栗卓蘭通往台中東勢的唯一橋樑，並列為台灣十大危險橋樑之一[43][44]，自從2006年6月因水災沖毀半邊橋面後，長達數月僅有單線雙向通車，溪底便橋更是每逢大雨就被沖毀。現已改建完成，改名為「卓蘭大橋」。

縣道：
- 縣道140號（苗栗縣南橫公路）：三義火炎山舊義里大橋三義端－大安溪北岸－卓蘭大橋卓蘭端－內灣卓蘭大峽谷－白布帆大橋。於2013年6月29日全線通車，為通往泰安鄉、台中和平區泰雅族原住民各部落之重要產業觀光聯絡道路。

鄉道：除苗52線、苗55線、苗58線之外，其餘皆為農路與產業道路
- 苗52線：（三義火炎山－鯉魚潭水庫－卓蘭壢西坪），往三義、苗栗、苑裡及中山高速公路之重要聯絡道路。苗栗縣南橫公路完工，交通功能將為其所取代。
- 苗54線：景山道路（大湖八份－卓蘭景山－大湖武榮山）
  - 苗54-1線：中心農路、雙連道路（卓蘭景山－卓蘭老庄）
  - 苗54-2線：雙連農路、花草坑農路（雙連－桂竹林－花草坑－雙連潭）
- 苗55線：坪林道路（卓蘭上新食水坑－坪林－景山－大湖武榮山）為鎮內東部山區南北向聯絡道路，通往大湖鄉南湖地區。
  - 苗55-3線：坪林道路支線（卓蘭坪林－卓蘭景山）
- 苗58線：內灣道路、白布帆產業道路（卓蘭市區－上新里－內灣里－白布帆大橋），卓蘭鎮內主要東西向聯絡道路，通往大安溪上游泰雅族原住民部落，交通功能現已為苗栗縣南橫公路所取代。

### 郵電
臺灣郵政始於清領時期，劉銘傳擔任臺灣巡撫時，於1888年2月21日成立臺灣郵政總局。日治時期初期，郵政業務由交通局遞信部辦理。1901年5月1日，成立東勢角郵便局罩蘭出張所。1913年7月16日，東勢角郵便局罩蘭出張所改屬后里庄郵便局。1922年5月1日，后里庄郵便局罩蘭出張所改名「臺中州豐原郡后里郵便局卓蘭出張所」:472，辦理郵務、儲金、匯兌等業務。1927年2月6日，開辦簡易壽險:473。1931年2月，卓蘭出張所改為「卓蘭郵便局」，並實施郵電合辦，屬特定局:472。
戰後1945年11月1日，臺灣行政長官公署在交通處下成立郵電管理委員會，郵便局改稱「郵局」。1946年5月5日，成立臺灣郵電管理局，卓蘭郵便局改為「卓蘭郵電局」。1949年4月1日，郵電分辦，改稱「卓蘭郵局」。1950年9月1日，核定為三等乙級郵局，1958年2月1日升為三等甲級郵局。1995年8月，卓蘭郵局改隸東勢第八支局。2002年3月13日，為落實苗栗責任中心郵局，卓蘭郵局改隸苗栗責任中心郵局第三十七支局。2003年1月1日，成立國營事業中華郵政股份有限公司，改稱「中華郵政股份有限公司卓蘭郵局」。其後中華郵政曾於2007年2月9日改名「臺灣郵政股份有限公司」，直至2008年8月1日改回原名:472。戰後以來為發展業務方便服務民眾，先後設立郵政代辦所與郵票代售處，目前卓蘭鎮內共有2間一般郵政代辦所。現有經辦業務包括郵件業務、儲金業務、匯兌業務、壽險業務、公債業務、劃撥業務、集郵業務、代售商品、信箱出租與代理業務等，並配合資訊社會發展，設有網路郵局辦理電子郵遞業務:473:574。
卓蘭電信事業始於日治時期，最早是在1922年5月1日成立的后里郵便局卓蘭出張所裡，開辦電報及長途電話業務。1930年2月6日，成立卓蘭電信局。1931年2月1日，郵電合辦，改制為卓蘭郵便局。戰後1949年4月1日，郵電分辦，國民政府成立臺灣電信管理局，卓蘭郵電局改稱東勢電信局卓蘭電信營業處。11月，因無市內電話施設且業務較少，將營業處撤辦，改由卓蘭郵局代辦:473。1951年8月21日，市內電話施設完成通話，復設營業處，由東勢電信局管轄，開辦市內電話並辦理電報電話業務:473－474。
1956年7月1日，改為卓蘭四等電信局。1959年11月16日，豐原區電信局實施長途撥號及開放后里、潭子、卓蘭等地之間的立即電話。1975年8月13日，裝設東勢與卓蘭之間電報打機電路一條。1978年7月6日，完成坪林、景山兩里與卓蘭市區之間的長途電話鄉村支線，同時成立坪林電信代辦處及景山電信代辦處，開放國內長途電話業務。1979年3月31日，開放卓蘭電信局公用電話掛發苗栗、臺中、豐原、大甲、東勢、汶水、彰化等26局處短程長途電話業務。1987年3月20日，坪林電信代辦處併入卓蘭電信局市內電話系統。1990年1月15日，梨山、卓蘭、東勢市內電話納入豐原電信局市內電話營業區域。1991年1月1日，電信總局調整各區電信局局等，卓蘭電信局調升為二等乙級局，並在當年將拖車式電信交換機撤換為五千門數位電子交換機系統，開辦話中插接、指定轉接、按時叫醒、勿干擾、三方通話、簡速撥號等新穎特別業務:474。9月，停辦國內電報業務:28。1992年5月12日，完成擴充卓蘭市內電話（DSS）三千門機械工程。1993年3月1日，撤銷坪林電信代辦處。1996年7月1日，交通部電信總局營運部門改制成立「中華電信公司」，卓蘭電信局改名「卓蘭電信服務中心」。2000年1月1日，完成新設卓蘭電信局市內電話（DSS）一萬門機械工程:474。

## 景點
- 白布帆峽谷
- 長青谷森林遊樂園
- 壢西坪藝術大道
- 內灣觀光果園
- 小雪霸瀑布休閒村
- 三義舊木造車站
- 大安溪大峽谷
- 卓蘭發電廠
- 卓蘭鎮農會農業推廣教育中心
- 峨崙廟：為該鎮的信仰中心
- 昭忠廟：老庄里的忠烈祠

## 農產
- 巨峰葡萄
- 水梨
- 柑橘類
- 軟枝楊桃
- 土雞
- 枇杷
- 楊桃
- 李
- 桃

## 外部連結
- 苗栗縣卓蘭鎮公所全球資訊網 （页面存档备份，存于）（繁體中文）
- 卓蘭鎮農會的Facebook專頁（繁體中文）